# Directoratul
Directoratul este regimul politic din Prima Republică Franceză, însărcinat cu puterea executivă, între 26 octombrie 1795 (4 brumar, an IV) și 9 noiembrie 1799 (18 brumar, an VIII). Este urmașul Convenției Naționale.
Organizat pe baza Constituției din 1795 (adoptată de Convenția thermidoriană), Directoratul (un organ executiv alcătuit din cinci persoane) s-a confruntat cu multe dificultăți: inflație, situație financiară catastrofală, tensiuni sociale, acțiunile regaliștilor pentru reinstaurarea monarhiei și ale iacobinilor pentru a reveni la putere. Pe plan extern, folosind geniul militar al lui Napoleon Bonaparte, Franța obține importante victorii împotriva Austriei, în urma cărora a primit malul stâng al Rinului și Italia de Nord) și a purtat războaie cu Anglia (1798-1799).
În perioada Directoratului, cei de la conducere au fost preocupați, în primul rând, de menținerea ordinii și au vizat mai puțin schimbările revoluționare, din acest considerent confruntându-se cu o serie de revolte care au fost înăbușite. Situația internă era dificilă deoarece principiile democratice erau greu de transpus în practică, sistemul nefiind consolidat încă. Deși era instituit principiul separării puterilor în stat și erau garantate o serie de drepturi și libertăți și alegerile libere, aceste practici democratice erau de multe ori încălcate. 
Tot în această perioadă au izbucnit mișcări monarhiste, determinate și de excluderea susținătorilor monarhiei din viața politică, dar ele au fost înfrânte de un grup de tineri ofițeri (printre care și Napoleon Bonaparte).

## Membrii Directoratului

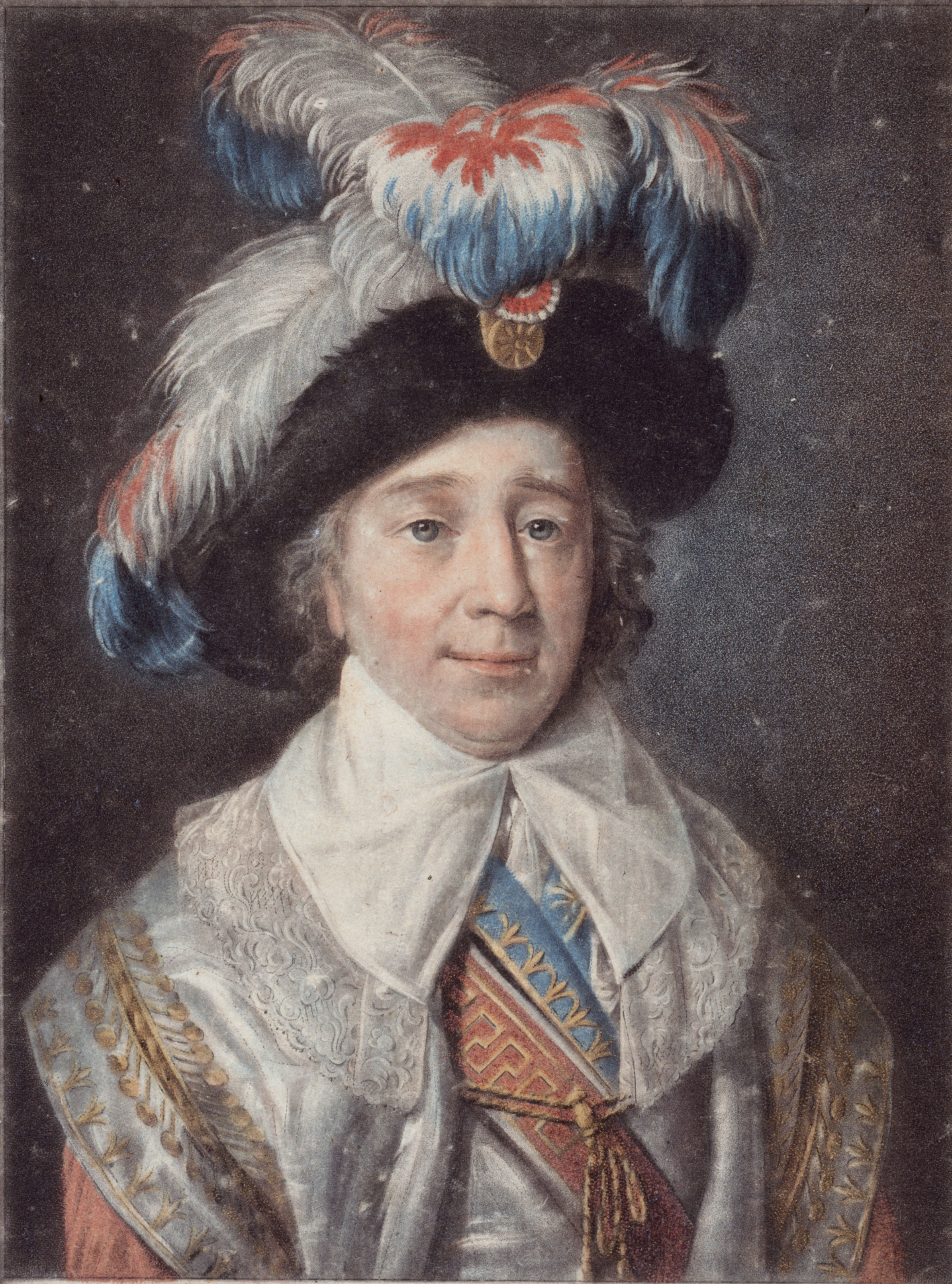
Paul Barras
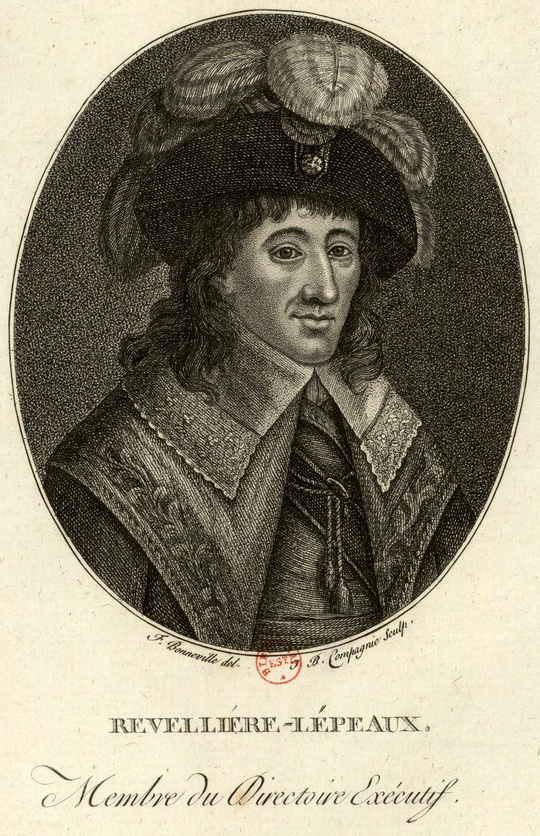
Louis Marie de La Révellière-Lépeaux
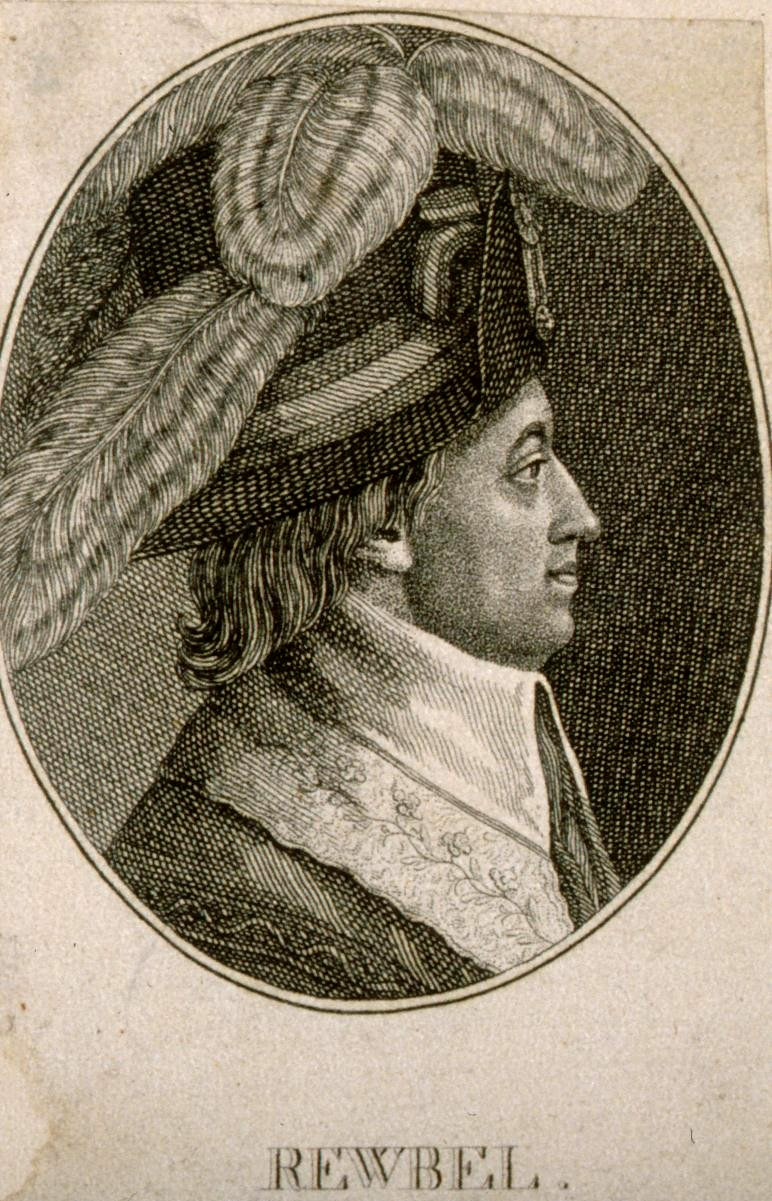
Jean-François Rewbell
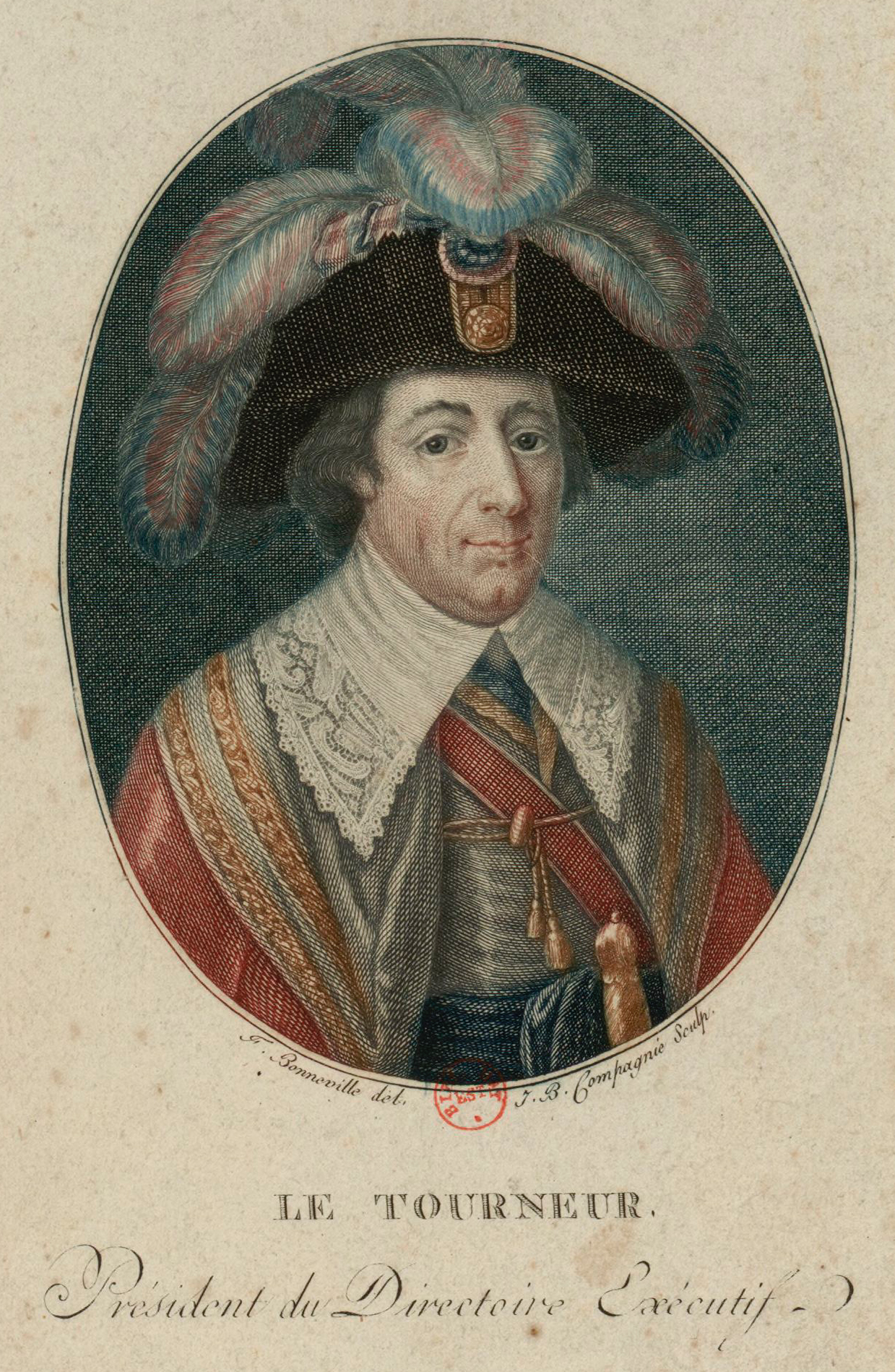
Étienne-François Le Tourneur
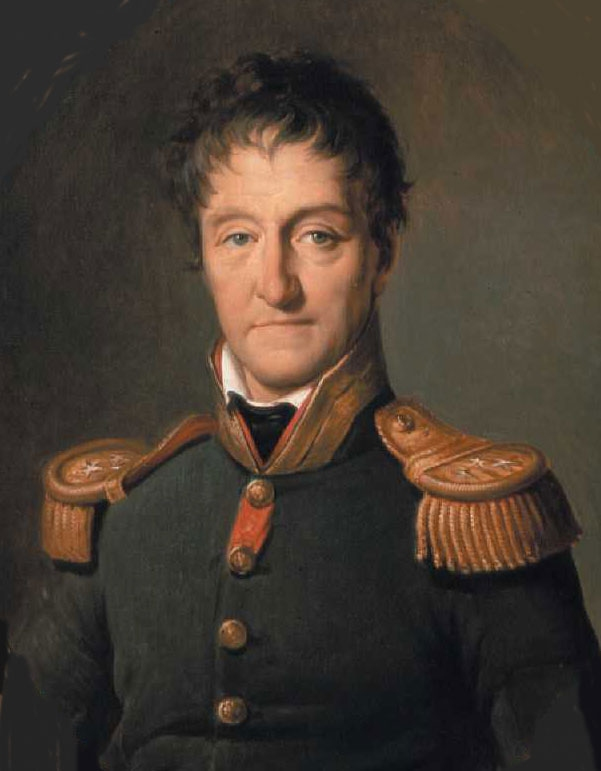
Lazare Carnot